# Президентские выборы в Эстонии (1992)
Президентские выборы в Эстонии проходили 20 сентября 1992 года. В связи с тем, что в 1-м туре ни один из кандидатов не набрал более 50 % голосов, 2-й тур проходил в парламенте 5 октября 1992 года, на котором президентом Эстонии был избран Леннарт Мери. Выборы стали единственными прямыми президентскими выборами в стране. Впоследствии президентские выборы в Эстонии проводились коллегией выборщиков или в парламенте.

## Результаты

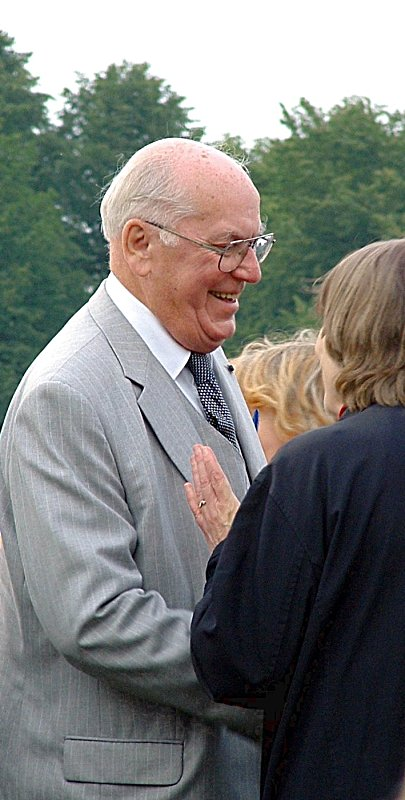
Леннарт Мери 5 октября 1992 года после избрания президентом.

| Кандидат                           | 1-й тур | 1-й тур | 2-й тур | 2-й тур |
| Кандидат                           | Голоса  | %       | Голоса  | %       |
| ---------------------------------- | ------- | ------- | ------- | ------- |
| Арнольд Рюйтель                    | 195 743 | 42,2    | 31      |         |
| Леннарт Мери                       | 138 317 | 29,8    | 59      |         |
| Рейн Таагепера                     | 109 631 | 23,7    | -       | -       |
| Лагле Парек                        | 19 837  | 4,3     | -       | -       |
| Недействительных/пустых бюллетеней | 5 077   | -       | 11      |         |
| Всего                              | 468 605 | 100     | 90      | 100     |
| Источник: Nohlen & Stöver          |         |         |         |         |